# 克鲁瓦·贝休恩
克鲁瓦·科莱特·贝休恩（英語：Croix Collette Bethune，發音：/ˈkrɔɪ bəˈθuːn/ CROY bə-THOON；2001年3月14日—）是美国職業女子足球运动员，司職中场，現效力國家女子足球聯賽球隊華盛頓精神及美國國家女子足球隊。她曾代表美国国家队参加2024年夏季奥林匹克运动会女子足球比赛，获得一枚金牌。

## 外部連結
- 克蘿伊·貝杜恩在南加大特洛伊人女子足球隊（英语：USC Trojans women's soccer）
- 克蘿伊·貝杜恩 （页面存档备份，存于）在喬治亞大學鬥牛犬隊（英语：Georgia Bulldogs）
- 克蘿伊·貝杜恩在華盛頓精神
- 克鲁瓦·贝休恩在國家女子足球聯賽
- 克鲁瓦·贝休恩在美國足球協會